# Debbie Wiseman
Debbie Wiseman (Londen, 10 mei 1963) is een Britse componist en dirigent. Zij is vooral bekend als componist van muziek voor films en televisieseries, maar schreef ook werken voor belangrijke nationale plechtigheden als de viering van regeringsjubilea van koningin Elizabeth II, en de kroning van koning Charles III. 

## Biografie
Wiseman begon al jong met componeren. Als 16-jarige nam ze deel aan een speciaal opleidingstraject van Trinity College of Music voor getalenteerde jongeren. Ze studeerde daarna piano en compositie aan de Guildhall School of Music and Drama, onder anderen bij de componist Buxton Orr. 
Zij is sinds de jaren 1980 actief als componist van muziek voor televisie en film. Haar doorbraak kwam toen ze in 1990 gevraagd werd om de muziek te schrijven voor een docudrama over de Britse mijnwerkersstaking van 1985. Sindsdien heeft ze voor tientallen films, tv-series en documentaires muziek gecomponeerd. Haar werk wordt omschreven als emotioneel beladen en rijk georkestreerd.
Behalve als film- en televisiecomponist is Wiseman ook bekend door de werken die ze schreef voor belangrijke nationale gebeurtenissen in het Verenigd Koninkrijk. Ze componeerde in opdracht van de organiserende comités muziek voor de viering van het 60-jarig regeringsjubileum van koningin Elizabeth II (2012), de 90e verjaardag van de koningin (2016), en haar 70-jarig regeringsjubileum (2022). Voor de kroning van koning Charles III in 2023 componeerde ze twee alleluia's voor koor.  
Haar werk Different Voices is bedoeld om jonge mensen bekend te maken met orkestmuziek en wordt regelmatig uitgevoerd door Britse school- en jeugdorkesten. Ze bracht een aantal succesvolle albums uit met composities die niet geschreven zijn voor film of televisie, o.a.The Mythos Suite, gebaseerd op het boek Mythos van Stephen Fry, The Musical Zodiac over de twaalf tekens van de dierenriem, en Wilde Stories, gebaseerd op sprookjes van Oscar Wilde.  
Behalve componist is ze ook dirigent, met name bij uitvoeringen van haar eigen werk.
Zij is gastdocent aan het Royal College of Music en geeft regelmatig masterclasses over het componeren van muziek voor beeld. 
In 2022 werd ze door luisteraars van het Britse radiostation Classic FM gekozen tot de populairste levende componist. Zij ontving verschillende prijzen en onderscheidingen, zowel voor individuele composities (haar muziek voor de tv-series Wolf Hall en Warriors) als voor haar hele oeuvre.

## Werken (selectie)

### Film
- Tom and Viv (1994)
- Haunted (1995)
- Wilde (1997)
- Tom's Midnight Garden (1997)
- The Guilty (2000)
- Before You Go (2002)
- Arsène Lupin (2004)
- Flood (2007)
- Lesbian Vampire Killers (2009)

### Televisie
- Warriors (1999)
- The Inspector Lynley Mysteries (2001)
- Judge John Deed (2001)
- Jekyll (2007)
- Father Brown (2013)
- Wolf Hall (2015) (verfilming van het gelijknamige boek van Hilary Mantel) & het vervolg The mirror and the light (2023)